# Quasi-geoida
Quasi-geoida – teoretyczna powierzchnia aproksymująca swobodny poziom mórz i oceanów w systemie wysokości normalnych. Jest to praktyczna generalizacja geoidy, stanowiąca powierzchnię pomocniczą przy określaniu modelu Ziemi.
Powierzchnia ta została opracowana i zdefiniowana po raz pierwszy w latach 50. XX wieku przez rosyjskiego uczonego Michaiła Mołodienskiego (1909–1991), w związku z nieokreślonym kształtem geoidy, gdy nie jest znany rozkład gęstości i położenie mas leżących na zewnątrz geoidy. W przeciwieństwie do geoidy, quasi-geoida nie jest powierzchnią ekwipotencjalną – można ją jednoznacznie wyznaczyć.
Na morzu quasi-geoida Mołodieńskiego pokrywa się z geoidą. Na lądach odstępy w stosunku do geoidy nie przekraczają dwóch metrów – quasi-geoida przebiega nad geoidą. Na obszarach równinnych odstępy w stosunku do geoidy nie przekraczają kilku centymetrów. W Polsce na obszarach lądowych położonych do 750 m n.p.m. odstępy te wynoszą od 1 do 3 cm, a na obszarach położonych wyżej od 5 do 10 cm.